# Slottshöjden (Budapest)
Slottshöjden (ungerska: Vár-hegy) är en kulle i Budapest (Ungern), i Buda på den västra sidan av Donau. Den ligger direkt under Budaslottet..

## Galleri

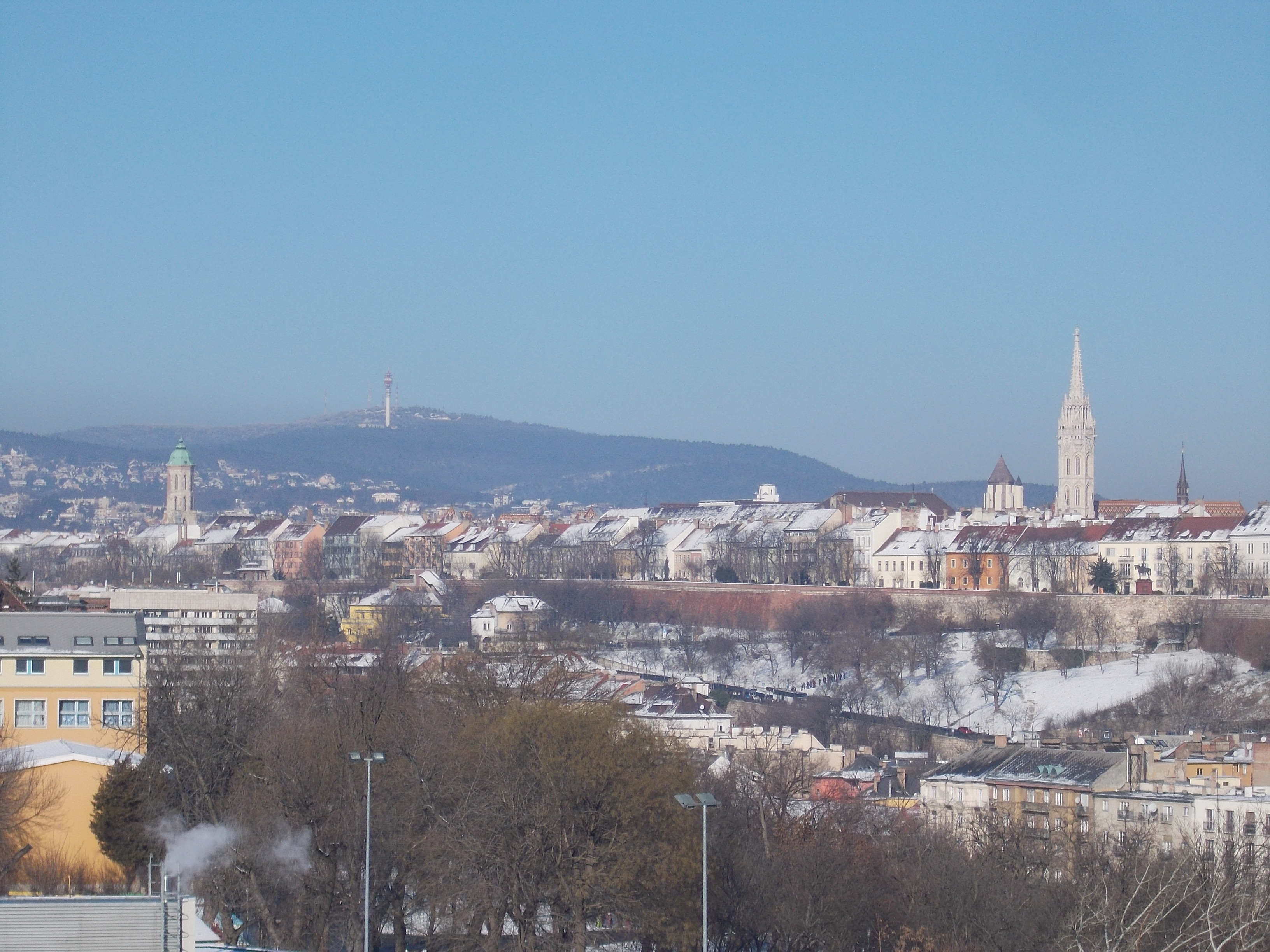
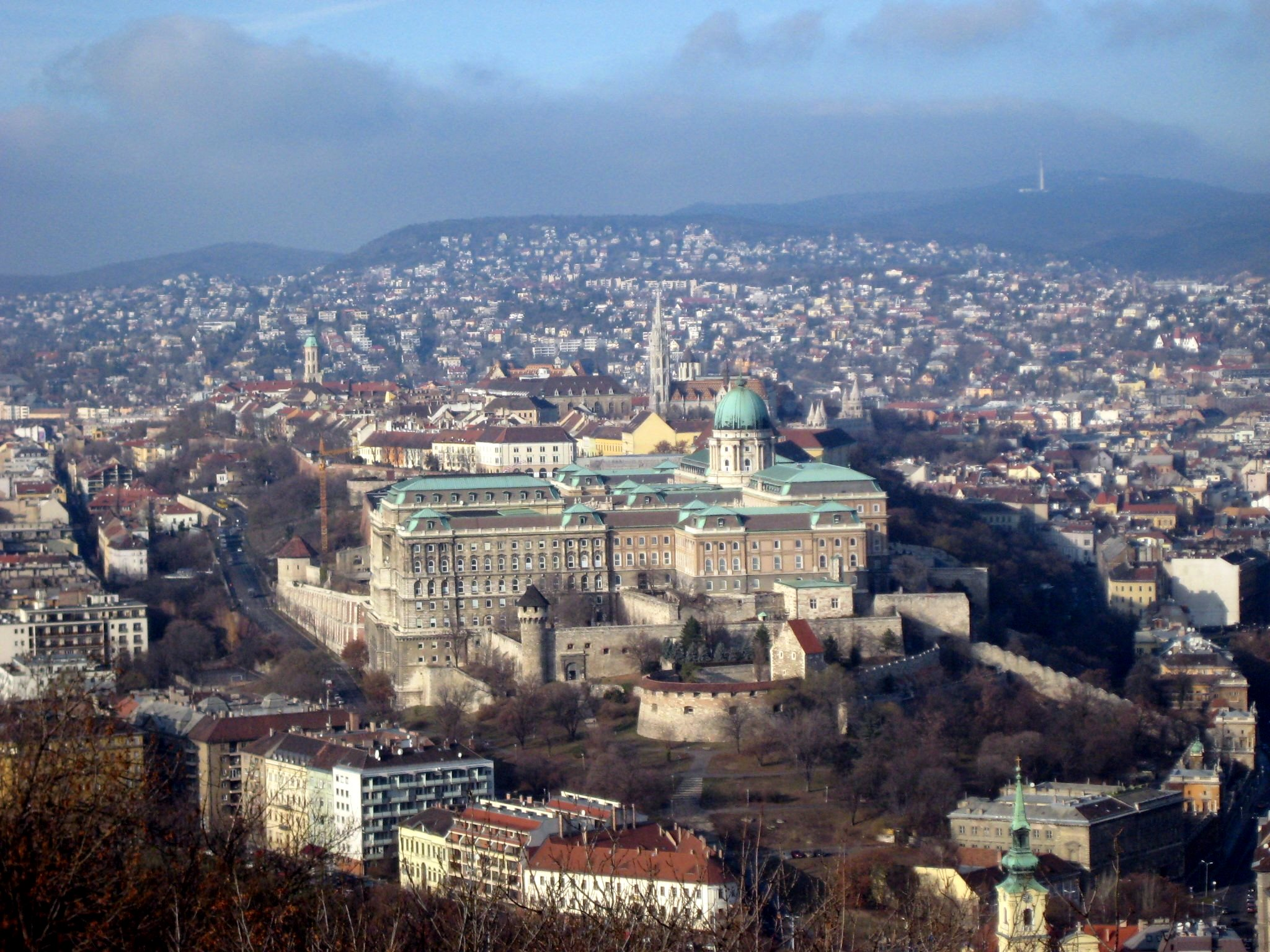
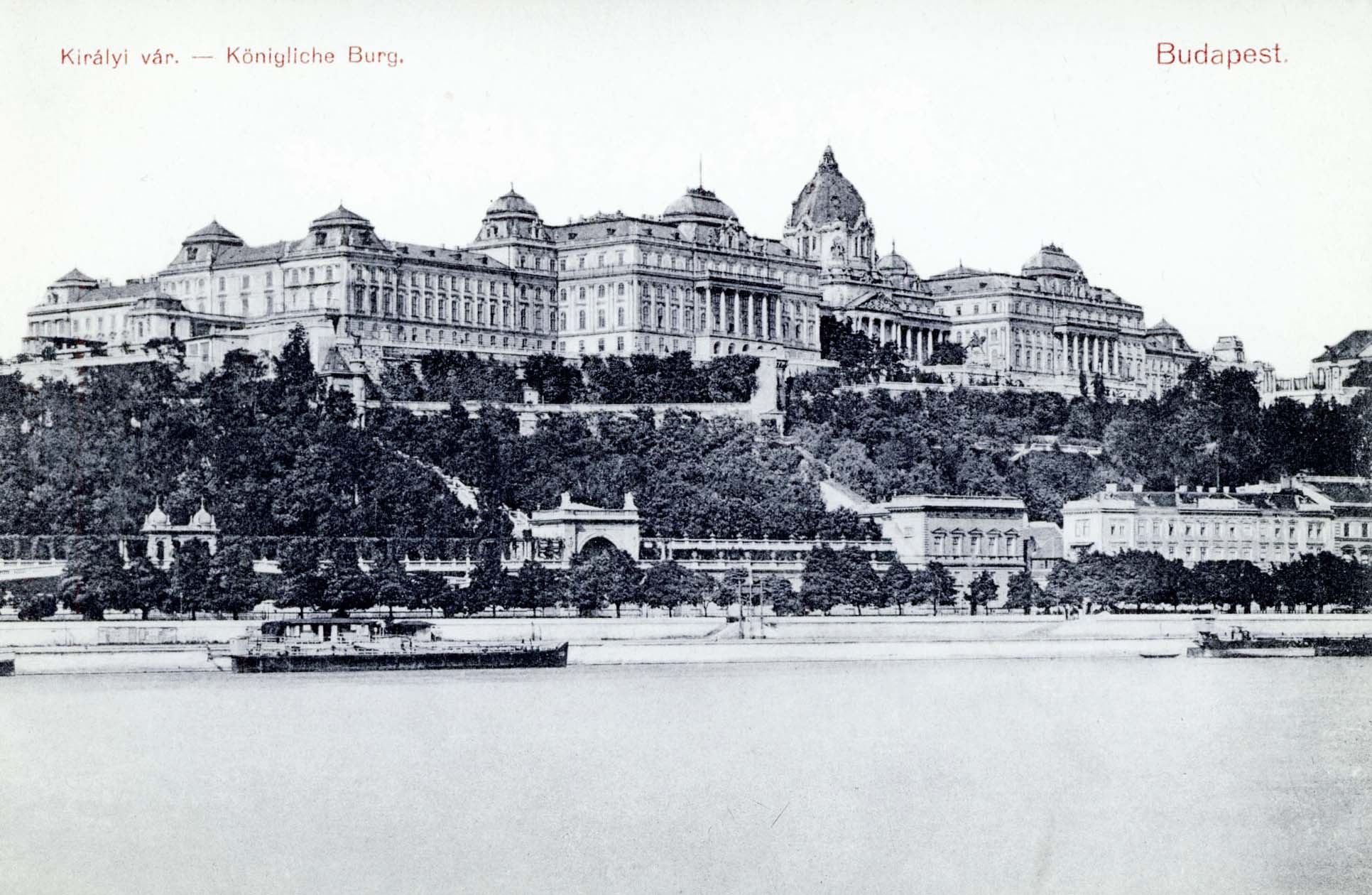
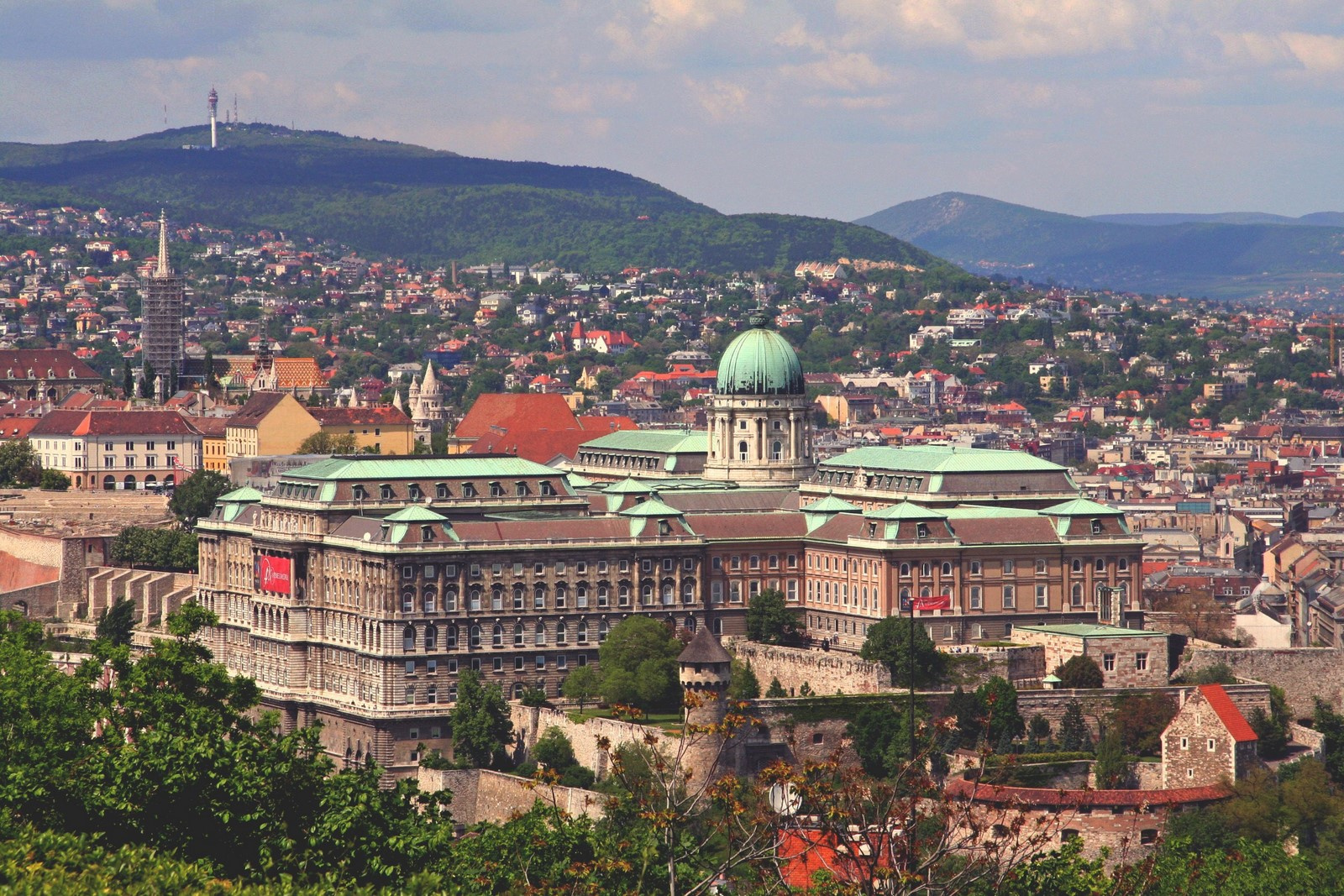
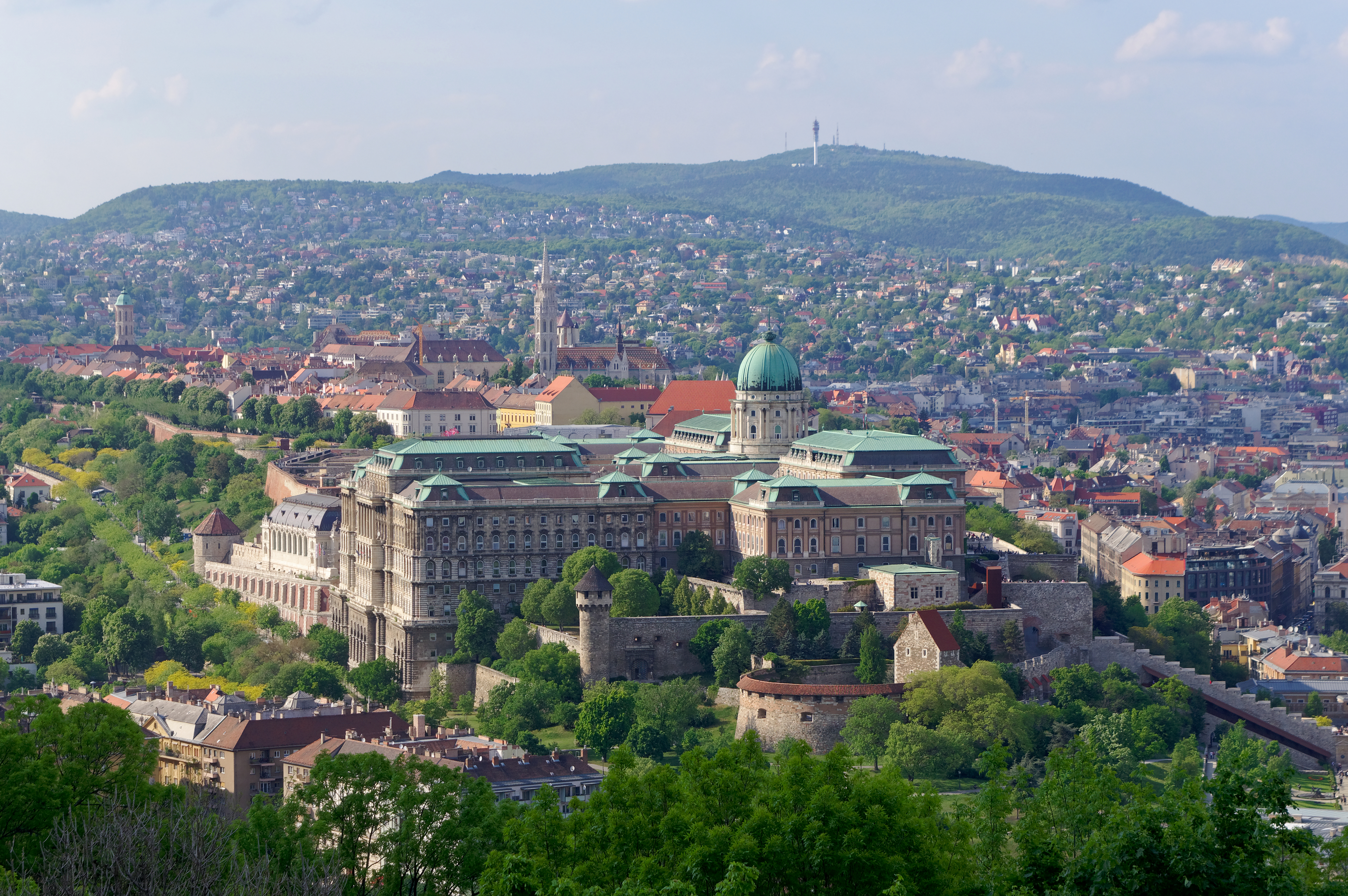
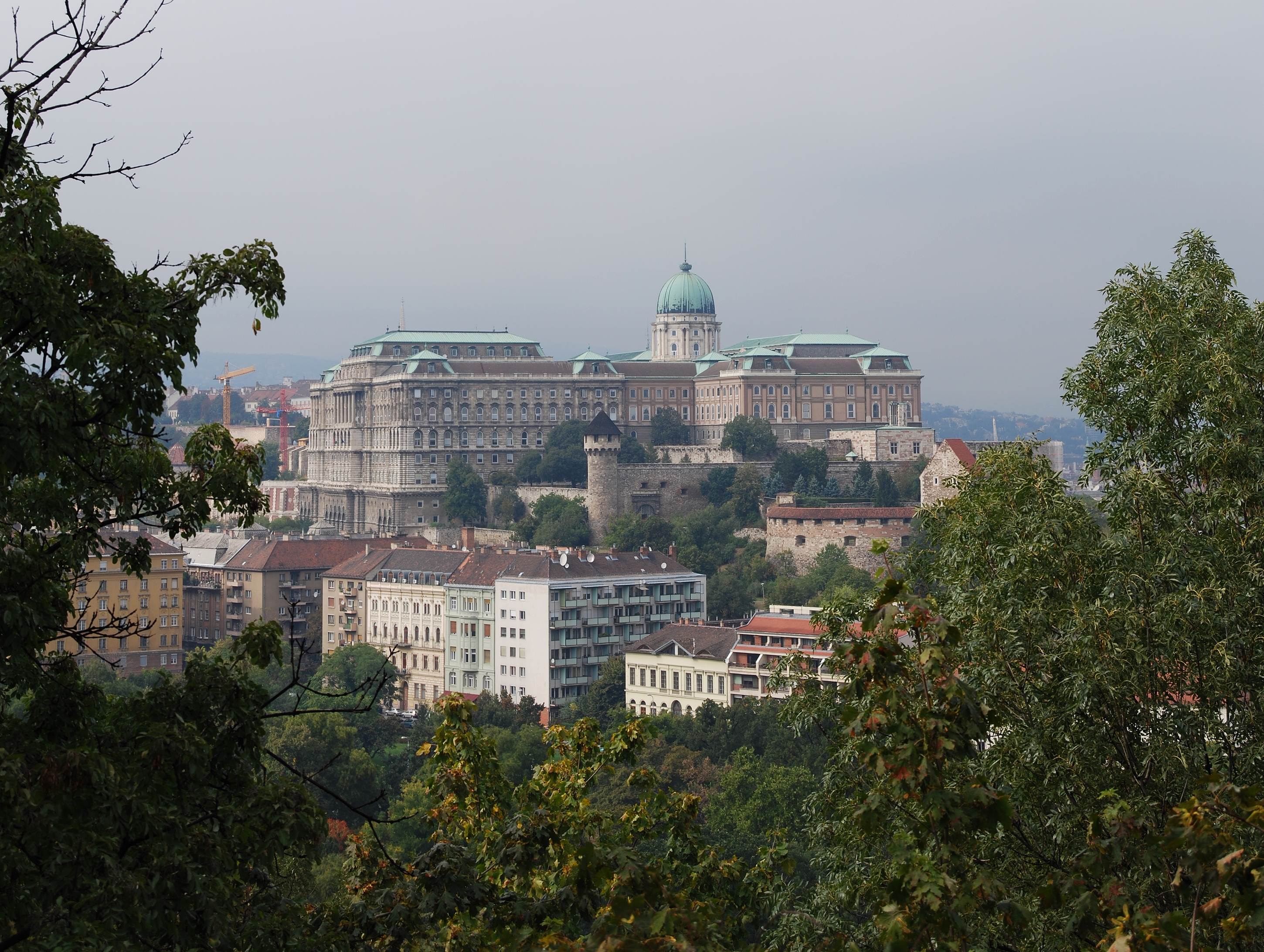